# Cory Bay
Cory Bay är en vik i Kanada.   Den ligger i territoriet Nunavut, i den östra delen av landet, 2 200 km norr om huvudstaden Ottawa.
Trakten runt Cory Bay består i huvudsak av gräsmarker. Trakten runt Cory Bay är nära nog obefolkad, med mindre än två invånare per kvadratkilometer.